# L'Ami Pierre
L'Ami Pierre est une réplique de bisquine construite en 1994 à Saint-Vaast-la-Hougue, au sein du Musée maritime de l'île de Tatihou, au chantier de charpente navale.

## Histoire
L'Ami Pierre  est la reproduction de la bisquine Jeune Edouard (1861). 
La bisquine est un bateau de travail bien connu pour sa stabilité  et puissant sous voiles pendant les régates entre les pêcheurs de Granville et Cancale pour la gloire et la renommée de leurs villes natales. 

Elle est caractéristique de la région du Mont Saint-Michel située entre Saint-Malo et Granville en France au XIXe siècle. Ce type de bateau pratiquait le dragage des huîtres dans la baie du mont Saint-Michel, la pêche au chalut, et pour les plus grandes, la pêche aux lignes. 
Les bisquines avaient totalement disparu, mais des passionnés ont entrepris de les faire revivre à Cancale et à Granville. 

Ce projet de construction de cette petite bisquine fut réalisé dans l'atelier de charpente navale du Musée maritime de l'île de Tatihou, qui entretient, restaure leur collection de bateaux.
L'Ami Pierre propose des balades en mer.